# نردین
نردین روستایی در شهرستان میامی از توابع استان سمنان است. این روستا در گذشته جزو شهرستان بجنورد بود که در حال حاضر به خراسان شمالی امروزی تغییر کرده‌است. زبان این روستا زبان ترکی خراسانی می‌باشد.

## جمعیت
بر پایه سرشماری عمومی نفوس و مسکن در سال ۱۳۹۵ جمعیت این روستا ۳٬۷۵۸ نفر (۱٬۲۹۰خانوار) بوده‌است.

## مشاهیر
- عبدالحسین تیمورتاش وزیر رضاشاه
- بدری تیمورتاش اولین بانوی پزشک ایرانی مؤسس دانشکده دندانپزشکی مشهد
- ایران تیمورتاش روزنامه‌نگار شاعر و رابط فرهنگی ایران درفرانسه
- الله وردی شرر تیمورتاش خطاط برجسته ایرانی
- منوچهر تیمورتاش نماینده مجلس
- علی احساسی نوه تیمورتاش نماینده مجلس کانادا
- ایرج تیمورتاش فرزندابوالخیرخان نردینی شاعربرجسته ایرانی